# Synallaxe à moustaches
Synallaxis candei
Espèce
Statut de conservation UICN

 LC  : Préoccupation mineure
Le Synallaxe à moustaches (Synallaxis candei) est une espèce de passereaux de la famille des Furnariidae.

## Répartition
Cet oiseau peuple le nord-est de la Colombie et le nord-ouest du Venezuela.

## Liste des sous-espèces
Selon la classification de référence du Congrès ornithologique international (version 3.3, 2013) :
- sous-espèce Synallaxis candei candei d'Orbigny & Lafresnaye, 1838
- sous-espèce Synallaxis candei atrigularis (Todd, 1917)
- sous-espèce Synallaxis candei venezuelensis Cory, 1913